# 蘭喬塞科 (加利福尼亞州)
蘭喬錫科（英語：Rancho Seco）是位於美國加利福尼亞州克恩縣的一個非建制地區。該地的面積和人口皆未知。

## 地理
蘭喬錫科的座標為35°16′59″N 118°59′23″W / 35.28306°N 118.98972°W，而該地的平均海拔高度為618米（即2028英尺）。